# KHUSAT
KHUSAT은 Kyung Hee University SATellite의 약자로 경희대학교 우주탐사학과의 천문우주관측기기연구실(AIRL)과 우주기상탑재체연구실(SSIL)에서 개발한 큐브위성 시리즈이다. 2013년 KHUSAT-01과 KHUSAT-02가 러시아 야스니 발사장에서 드네프르 (로켓)에 의해 발사되었으며 대한민국 최초로 발사에 성공한 큐브위성으로 기록되었다. 이후 지속적인 큐브위성에 대한 연구로 KHUSAT-01, KHUSAT-02, KHUSAT-03까지 개발되었다.

## KHUSAT-01&02 (TRIO-CINEMA)

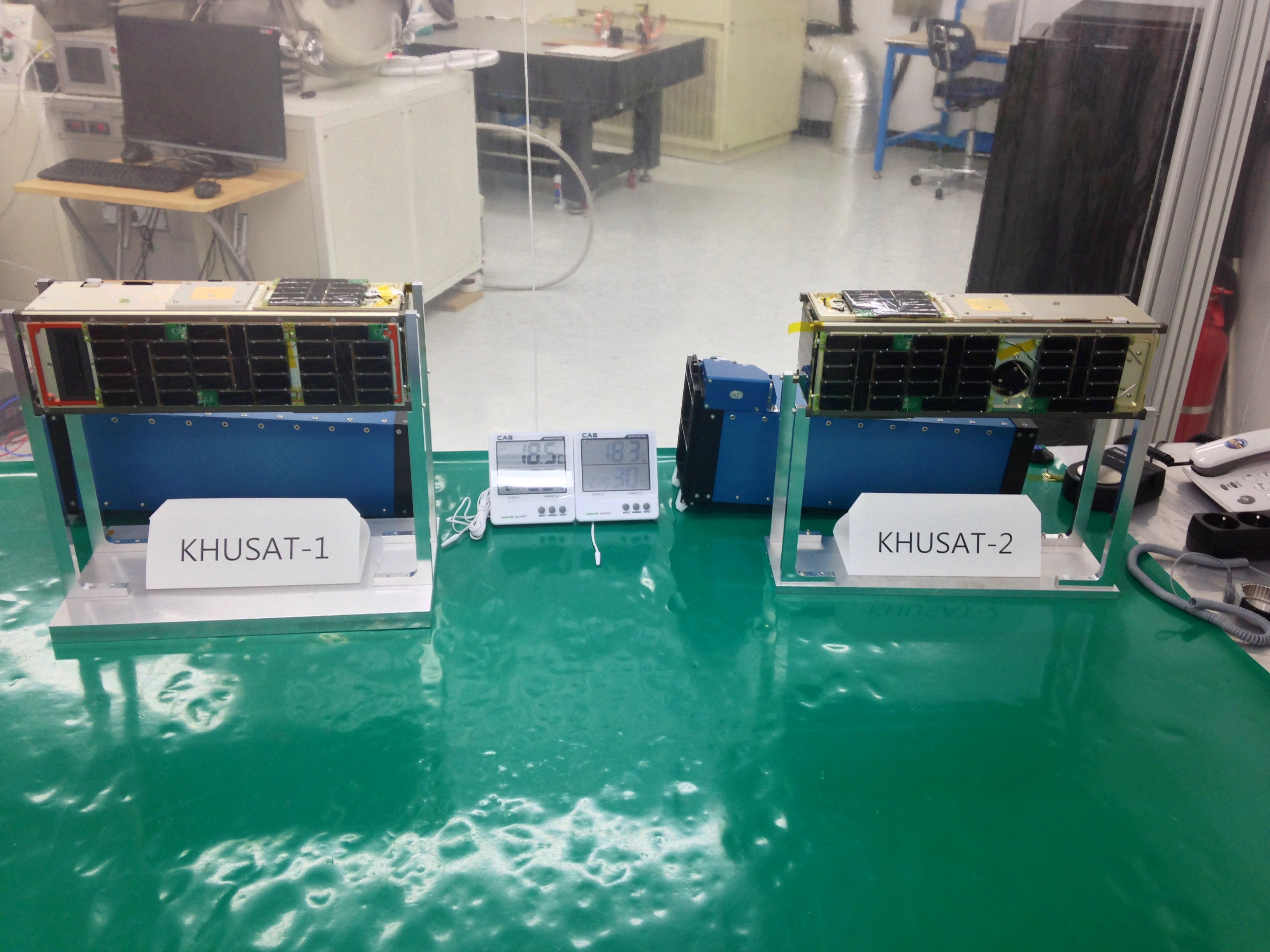

### 배경
2009년 경희대학교 우주탐사학과 (SSR/KHU)가 WCU사업을 통해 달궤도 우주탐사 프로젝트를 본격적으로 시작하였다. 이 사업에서 캘리포니아 대학교 버클리 (UCB)의 Space Science Laboratory (SSL) 그리고 영국의 임페리얼 칼리지 런던 (ICL)과 협력하여 총 위성 3기를 개발하였으며, 1기는 SSL/UCB에서, 2기는 SSR/KHU에서 개발하였다. TRIO-CINEMA 미션은 큐브위성을 활용한 임무임에도 불구하고 매우 수준 높은 탑재체를 탑재하였다. TRIO-CINEMA의 탑재체 중 하나인 STEIN은 입자검출기로서 평행한 두 베플 사이에 고전압을 인가하여 입자의 종류에 따라 분리검출할 수 있는 특징이 있다. 다른 탑재체인 MAGIC은 MR 센서로서 위성으로부터 1 m가량 떨어진 곳에서 위성자체의 노이즈를 피해 지구 자기장을 측정할 수 있도록 설계되었다. 

### 발사
2012년 11월 21일 KHUSAT-01, 02는 러시아의 야스니 발사장에서 Dnepr 발사체로 두 위성이 함께 발사되었다.  

### 운용
이후 2년의 임무 기간 동안  비컨 신호를 지속적으로  수신하였다. 그러나 위성이 지상국의 명령을 받지 못하는 문제가 있어 임무 모드로의 전환이 불가했고 HK(Housekeeping) 데이터 만 수신하였다. HK 데이터로부터 궤도 상에서 위성의 자기장 데이터, 온도, 전압 등의 상태 정보를 확인했다. 경희대학교에서는 위성의 UHF 수신 쪽에 문제 혹은 위성의 수신 안테나 전개 실패로 원인을 추정하고 있다. 현재는 공식적으로 임무를 종료한 상태이다.
- 2014년 11월 21일까지 운용 결과(경희대 제공)
  - Transmitted Command
    - 289 pass / 143 day (CINEMA2: 247 pass, CINEMA3: 42 pass)

  - Received Beacon
    - 111 pass / 81 day (Almost received signal is from CINEMA2. In the case of CINEMA3, we verified 1 pass in KASI, and 5 pass in the King Sejong Station, Antarctic only)

  - Amount of Received Data
    - Avg. 93.99 MB, Total about 71.2 GB

  - Amount of Effective Data
    - Total Decoded Data: 134.09 MB (109,931 Frame)
    - Total Effective Data: 45.22 MB (43,185 Beacon Frame)

## KHUSAT-03 (SIGMA)

### 배경
2013년 한국항공우주연구원 큐브위성 경연대회에 선발되어 1.7억의 큐브위성 개발비와 발사 기회를 얻게 되었다. 경희대학교 우주탐사학과가, 한국천문연구원, 뉴햄프셔대학교(미국), 뉴져지공과대학교(미국), 그리고 요크대학교(캐나다)와 협력하여 개발하였다. 한국천문연구원에서는 우주방사선 특정을 위한 조직등가비례계수기인 TEPC (Tissue Equivalent Proportional Counter)를 소형화하여 큐브위성에 세계최초로 탑재하였다. 뉴햄프셔대학교와 뉴져지공과대학교에서는 자기장측정기를 협력개발하여 위성에 탑재하였다. 요크대학교는 자세제어시스템 (ACS)을 협력하였다. 

### 발사
2018년 1월 12일 ISRO의 PSLV C40으로 인도에서 성공적으로 발사되었다. 

### 운용
발사 후 3개월 정도 지난 2018년 4월 10일 11시 20분 13초(UTC)에 첫 비컨을 성공적으로 수신하였다.

## 같이 보기
- 큐브위성